# Mur des Fédérés
Le mur des Fédérés est une partie de l'enceinte du cimetière du Père-Lachaise, dans le 20e arrondissement de Paris, devant laquelle 147 fédérés, combattants de la Commune, ont été fusillés par l'armée versaillaise à la fin de la Semaine sanglante, en mai 1871, et jetés dans une fosse commune ouverte au pied du mur. Depuis lors, il symbolise la lutte pour la liberté, la nation et les idéaux des communards.
Le mur est à l'angle sud-est du cimetière, dans la division 76.

## Histoire

### Dernières heures de la Commune
Le 21 mai 1871, l'armée versaillaise entre dans Paris pour réprimer violemment l'insurrection de la Commune mise en place depuis le soulèvement du 18 mars : c'est le début de la Semaine sanglante qui entraîne la mort de plusieurs milliers de « fédérés » et provoque des destructions massives notamment du fait des incendies volontaires de monuments et de bâtiments d'habitation de la capitale.

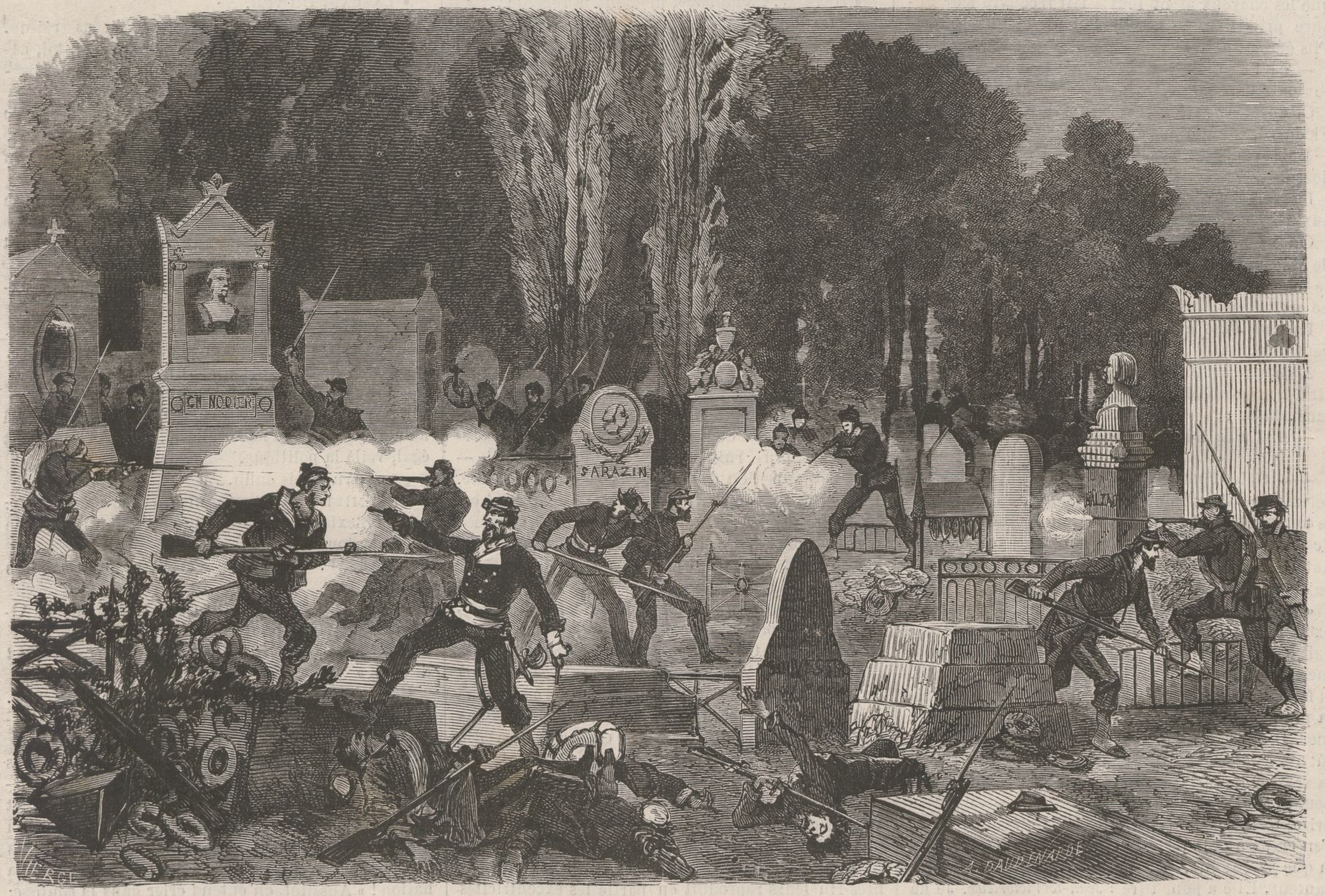
Derniers combats au Père-Lachaise le 27 mai.

Le samedi 27, seul le quartier de Belleville résiste encore ; les canons communards tirent leurs dernières munitions depuis les hauteurs des Buttes-Chaumont et du cimetière du Père-Lachaise. L'assaut des Buttes-Chaumont est donné en début d'après-midi et le drapeau tricolore y est rapidement hissé. Dans le même temps, le corps de réserve versaillais s'empare de la porte de Montreuil et de la porte de Bagnolet, tout en progressant dans le quartier de Charonne où la résistance faiblit. Des dizaines d'insurgés refluent au Père-Lachaise dont la grande porte est barricadée mais, vers 16 h, deux brigades versaillaises franchissent le mur d'enceinte qui lui n'a pas été fortifié. Les combats se poursuivent au corps-à-corps jusqu'entre les tombes,.

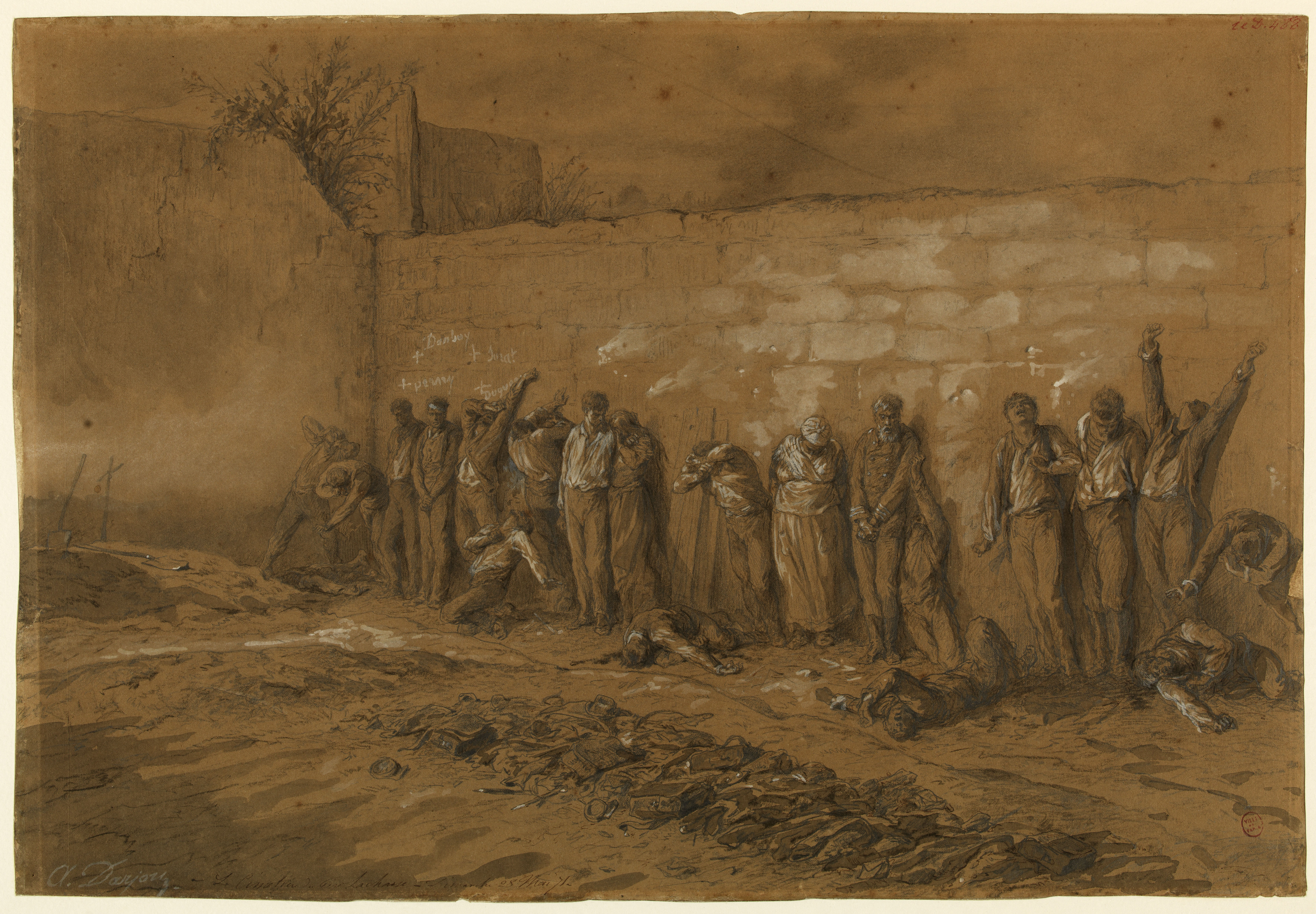
Le cimetière du Père-Lachaise, dimanche 28 mai 1871, dessin d'Henri-Alfred Darjou.

Vers la fin de l'après-midi, les versaillais sont maitres du cimetière. Ils fusillent les 147 fédérés survivants le dos au mur d’enceinte et jettent leurs corps dans une fosse commune creusée à son pied. Au cours des heures et des jours qui suivent, des centaines d'autres cadavres, fédérés pris plus loin et fusillés là ou exécutés ailleurs et amenés à pleines charretées, sont enfouis aux côtés des premiers, entassés sur trois rangs de hauteur. Dans les rues avoisinantes, le dernier coup de feu est tiré le dimanche 28 à 14 heures, marquant la défaite de la Commune et le début de la répression officielle.
Selon Karl Marx, la Commune est la seule période de l'histoire française durant laquelle fut — brièvement — réalisée une dictature du prolétariat. En effet, cet épisode révolutionnaire s'est, selon lui, construit sur un soutien fort de la classe ouvrière et, plus largement, d'une importante partie de la population parisienne, qui y a versé son sang. Cette lutte d'importance et la terrible répression qui s'ensuivit (pour la Semaine sanglante, de l'ordre de 6 500 morts dont 1 400 fusillés selon les estimations les plus récentes de Robert Tombs,, 10 000 victimes restant pour Jacques Rougerie une évaluation plus plausible) laissèrent un souvenir vivace.

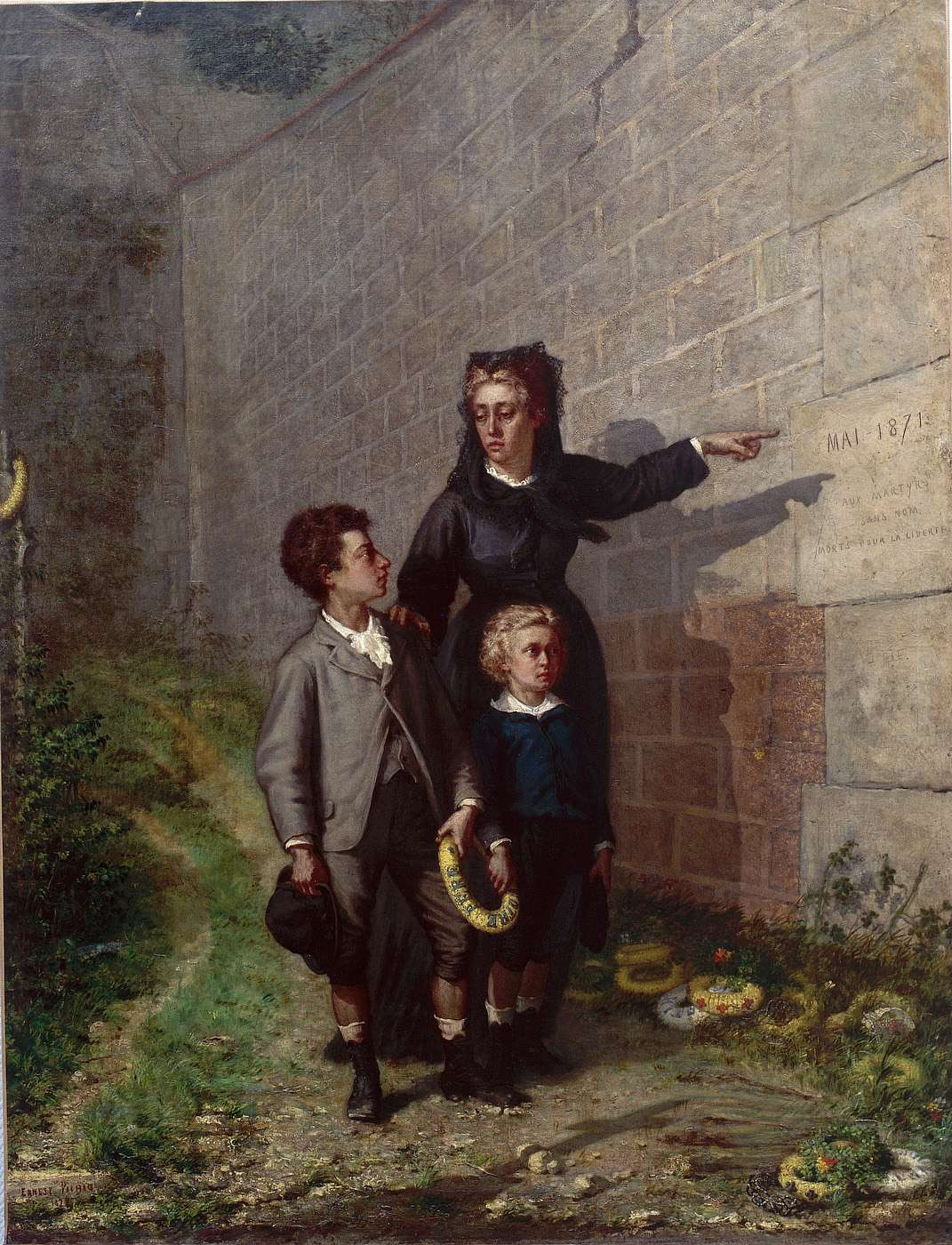
La Veuve du fusillé devant le mur des Fédérés, tableau d’Ernest Pichio (1877).

Les estimations des historiens ont été remises en cause dans un livre publié chez l'éditeur « à visée politique » Libertalia par la mathématicienne Michèle Audin. Sa démonstration, reprenant toutes les sources, aboutit à un minimum de 15 000 morts, soit autour d'un minimum de 12 000 fusillés, auxquels il faudrait ajouter le nombre inconnu de ceux qui n'ont pas été décomptés dans les sources officielles (brûlés dans les casemates, jetés dans les puits, enterrés dans des fosses en banlieue, etc.). Sans atteindre le chiffre d'au moins 30 000 fusillés qu'avait avancé Camille Pelletan (La Semaine de mai, 1880), il n'est désormais plus irréaliste pour cet auteur d'estimer dans une fourchette de 15 000 à 20 000 le chiffre de communards fusillés. De son côté, Jacques Rougerie conclut qu'un bilan de 10 000 victimes semble le plus plausible et « reste énorme pour l'époque ».
Le souvenir de cette répression se cristallisa autour du mur des Fédérés, emblème d'une époque d'autant plus insaisissable qu'elle fut brève et laissa peu de monuments.

### Symbole de l'émancipation ouvrière

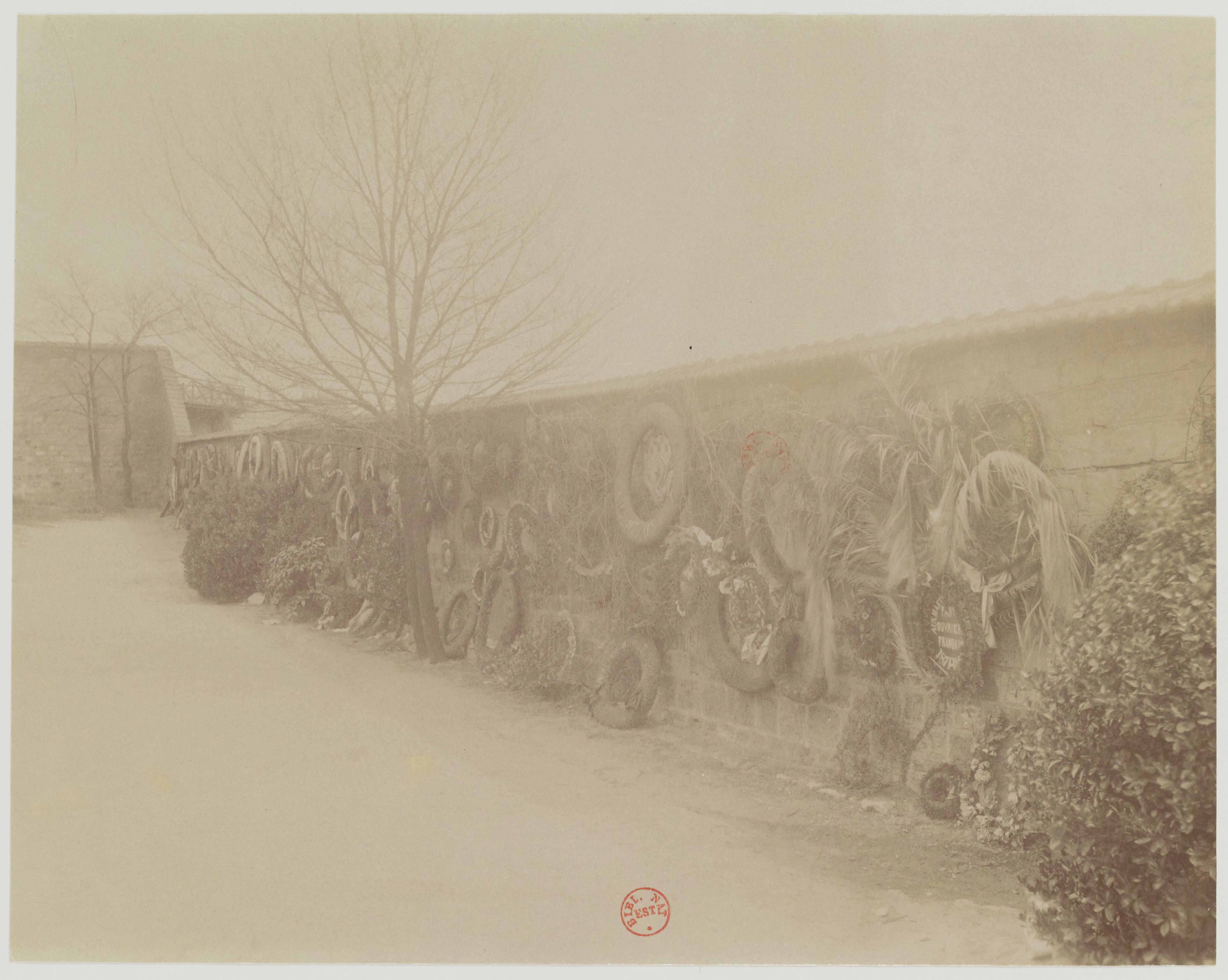
Le mur en 1900, photo d'Eugène Atget.

De nombreux événements montrent que le mur des Fédérés fut un lieu de commémoration important, un symbole fort d'émancipation et de liberté dans la mémoire militante :
- Le 23 mai 1880, deux mois avant l'amnistie des communards, se déroule, à l'appel de Jules Guesde, le premier défilé devant le mur : 25 000 personnes, une rose rouge à la boutonnière, bravent ainsi les forces de police. Dès lors, cette « montée au mur » ponctue l'histoire ouvrière, puisque chaque année, depuis 1880, les organisations de gauche organisent une manifestation en ce lieu symbolique, la dernière semaine de mai. Jean Jaurès y va à plusieurs reprises accompagné par Édouard Vaillant, par Jean Allemane et par des milliers de militants socialistes, syndicalistes, communistes ou anarchistes.
- Paul Lafargue, célèbre communard, gendre de Karl Marx, représentant de la France dans la Première internationale et théoricien socialiste, est inhumé en face du mur des Fédérés en 1911, avec son épouse, après leur suicide.Une de L'Humanité au lendemain de la montée au mur des Fédérés en 1936.

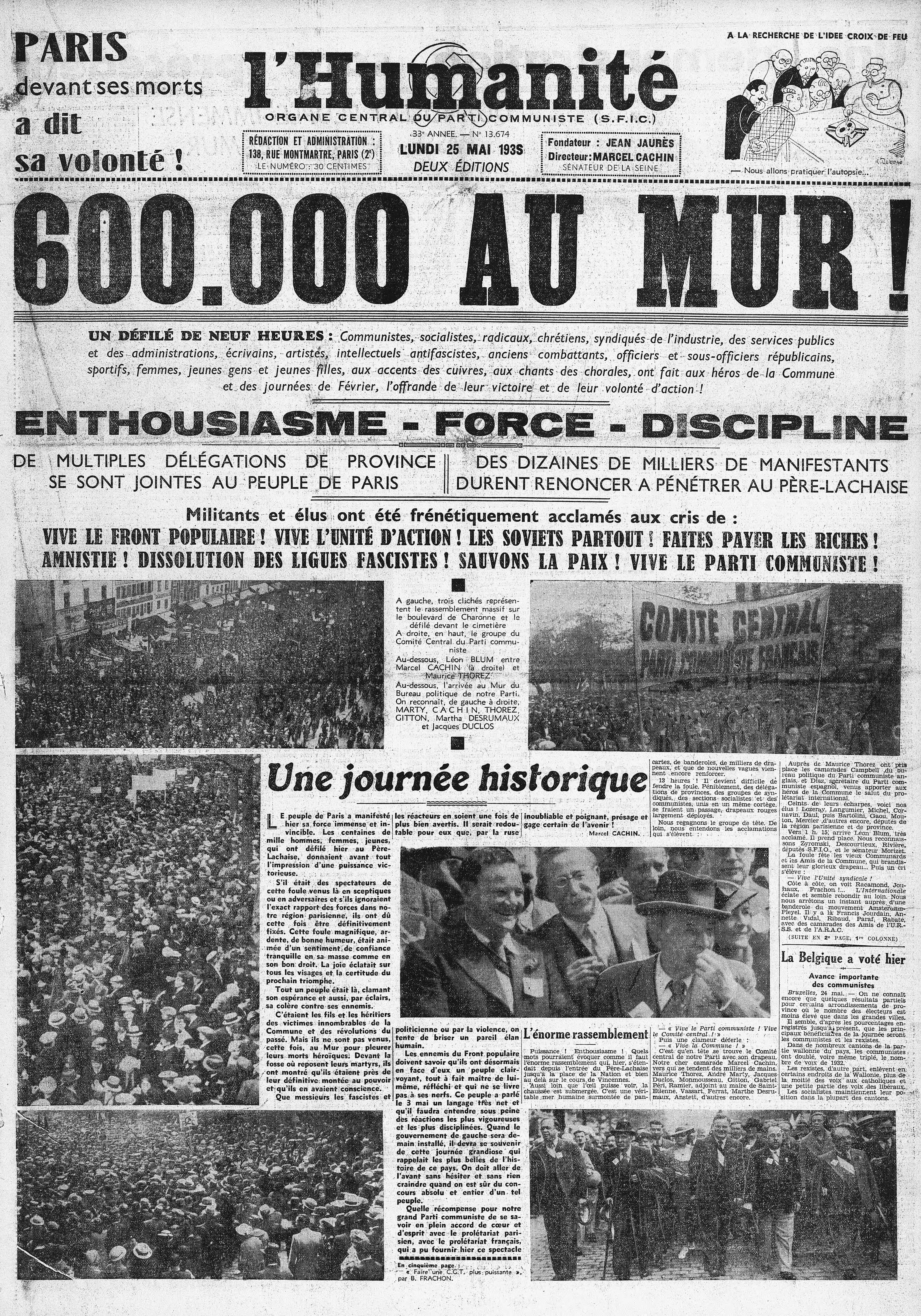
Une de L'Humanité au lendemain de la montée au mur des Fédérés en 1936.

- Une manifestation record s'y déroule le 24 mai 1936 : 600 000 personnes, Léon Blum et Maurice Thorez en tête, au beau milieu du mouvement gréviste, y manifestent quelques semaines seulement après la victoire du Front populaire[13],[14].
- En mai 1971, pour le centenaire de la Commune, plusieurs cortèges se rendent au mur des Fédérés.

Tous les ans, le 1er mai, jour de la Journée internationale des travailleurs, le Grand Orient de France accompagné de nombreuses obédiences maçonniques, des représentants de la libre-pensée, ainsi que le Parti communiste français et des organisations syndicales, rendent hommage aux victimes de la Commune et à celles du nazisme en se rendant au mur des Fédérés.
En mai 1981, Pierre Mauroy, qui vient d'être nommé Premier ministre, dépose une gerbe devant le mur des Fédérés ; c'est le premier chef de gouvernement en exercice à venir y rendre un hommage,.
Jules Jouy chante le mur et les fusillés en 1887 sous les titres Le Tombeau des fusillés et Le Mur.

## Monuments

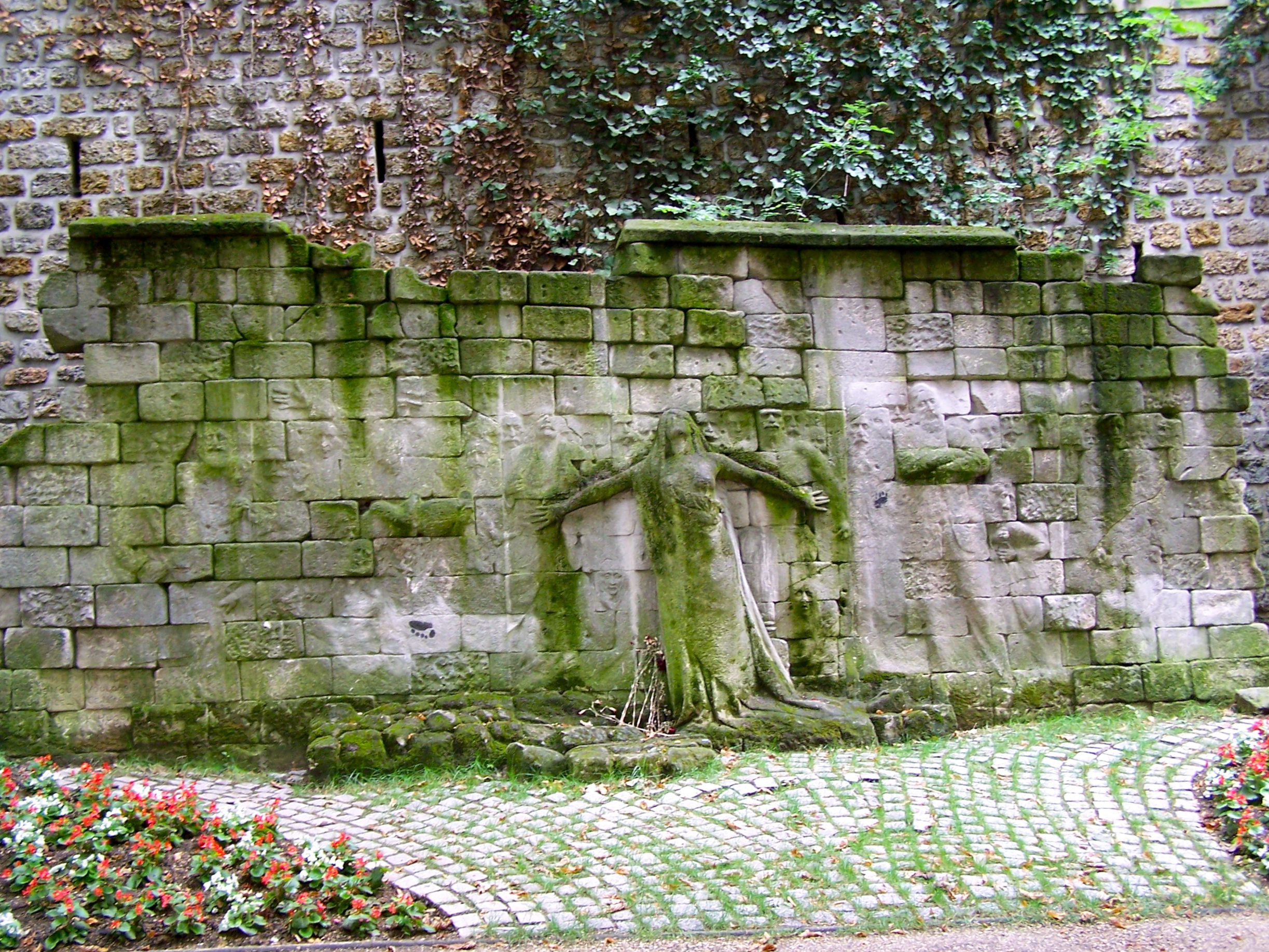
Monument Aux victimes des révolutions, construit dans le jardin Samuel-de-Champlain le long du Père-Lachaise, avec les pierres du mur originel.

Avec d'autres éléments du Père-Lachaise, le mur des Fédérés a été classé monument historique par arrêté du 14 novembre 1983. Il porte une plaque de marbre gravée de l'inscription : 

« AUX MORTS DE LA COMMUNE 21-28 Mai 1871 »

La plaque de marbre d'origine a été déposée dans le local des Amies et Amis de la Commune de Paris, rue des Cinq-Diamants dans le 13e arrondissement de Paris.
En face, se trouvent les tombes de plusieurs personnalités communardes, telles que Jean-Baptiste Clément ou Paul Lafargue et Laura Marx.
Matériellement, l'édifice n'est pas celui contre lequel les fédérés ont été fusillés : abimé, le mur a été reconstruit en même temps que l'ensemble de l'enceinte. Des pierres du bâti d'origine ont été réemployées à la construction d'un monument intitulé Aux victimes des révolutions : cette œuvre, sculptée en 1909 par Paul Moreau-Vauthier, se trouve de l'autre côté du cimetière, adossée à la paroi extérieure de l'enceinte nord, dans le jardin Samuel-de-Champlain.

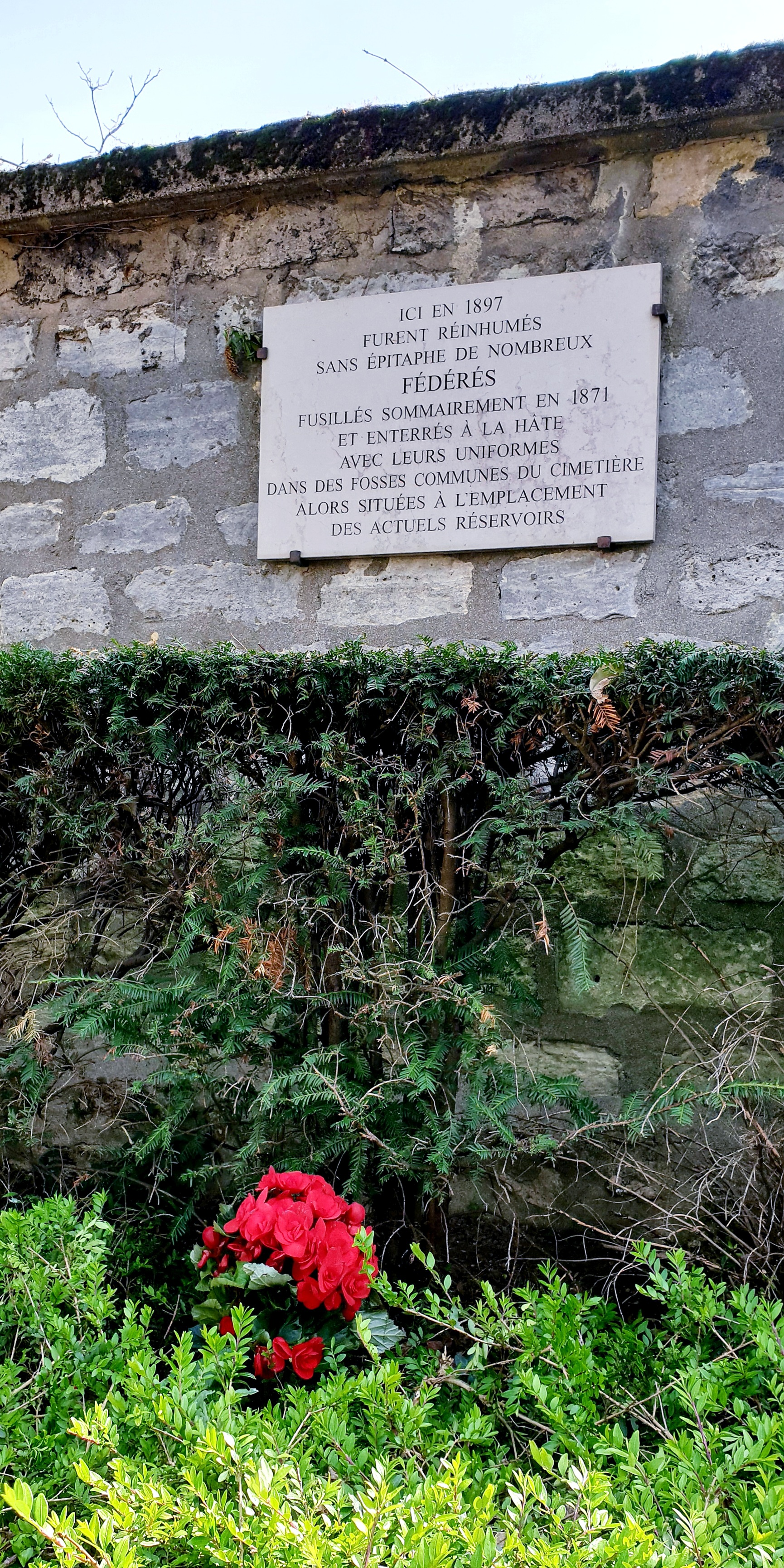
Plaque commémorative des soldats Fédérés de 1871.

Lors de la démolition de l'annexe du cimetière de Charonne, située de l'autre côté du chemin du Parc-de-Charonne, pour le creusement du Réservoir de Charonne que la Ville de Paris fit construire en 1897, les terrassiers mirent au jour près de huit cents squelettes encore enveloppés de vêtements militaires. Il a résulté de l'examen des boutons d'uniformes que ces restes étaient ceux de Fédérés fusillés sommairement et enterrés à la hâte en mai 1871 à cet endroit dans des fosses communes. Ces squelettes de corps de soldats fédérés furent ré-inhumés en 1897 sans épitaphe le long du mur côté sud du cimetière actuel. Une plaque commémorative y est apposée.